# 希瑟·考克斯
希瑟·考克斯（1970年6月3日—）是一位美國的體育播報員，現於美國國家籃球協會、國家女子籃球聯盟、全美大學體育協會等籃球或美式足球的賽事中，擔任ESPN及美國廣播公司等體育電視台的邊線記者。希瑟婚前名叫希瑟·少勵（Heather Schoeny），她曾於就讀太平洋大學期間參加大學排球隊。她曾於2008年夏季奧運沙灘排球賽中，擔任國家廣播公司體育台的全職轉播員；並於四年後續任2012年夏季奧運沙灘排球賽的播報職務。

## 經歷
希瑟於2004年夏季奧運會首次在國家廣播公司（NBC）體育台擔任排球與沙灘排球的場邊播報員。
自1995年開始，希瑟開始任職於美國廣播公司（ABC）及ESPN兩個體育電視台，從事美國國家籃球協會、國家女子籃球聯盟、全美大學體育協會等等賽事的轉播報導。

## 連結
- CBS Sports 個人簡介
- ESPN 個人簡介